# Ramsberglift
De Ramsberglift werd in 1966 gebouwd door Felix Wopfner en in 1986 vernieuwd door Doppelmayr. De kabelbaan is een 'zubringer' die skiërs naar het skigebied bij de Gerlosstein brengt. De lift, een één persoons stoeltjeslift, loopt van Ramsau op  503 meter hoogte naar de Sonnalm op 1323 meter hoogte. Het gebied waar de lift over gaat, heet 'Ramsberg' en is onderdeel van de gemeente Ramsau. De Ramsberg wordt vooral bewoond door boeren en hun families. Vanaf een weg kan men een tussenstation bereiken, zodat er spullen in de stoeltjes van de kabelbaan kunnen worden gelegd. Dit tussenstation is alleen voor de inwoners van Ramsberg te gebruiken. Vanaf de kabelbaan heeft men een panorama over het Zillertal, de Penken en het HochZillertal. 

## Vernieuwing in 1986
In 1986 is de stoeltjeslift, samen met de Sonnalmbahn, de Gerlossteinbahn en de Aribskogelbahn, omgebouwd. Dit was toen nodig omdat de piste van Arbiskogerl naar het dalstation van de Gerlossteinbahn zeer geliefd was. De Ramsberglift heeft toen een hogere capaciteit gekregen (die nu dubbel zo hoog is) en ook het tussenstation op ongeveer 1000 meter hoogte. 